# Xã Spring Creek, Quận Barnes, Bắc Dakota
Xã Spring Creek (tiếng Anh: Spring Creek Township) là một xã thuộc quận Barnes, tiểu bang Bắc Dakota, Hoa Kỳ. Năm 2010, dân số của xã này là 74 người.